# MONEY錢雜誌
MONEY錢雜誌（Money錢），臺灣的財經媒體，2007年正式上線，主要以提供正確的理財觀念與長期的理財規劃內容為主，2018年由李岳能、謝明宏、邱正弘等3位創業家成立金尉股份有限公司，並收購『MONEY錢雜誌』品牌與『CWMoney 記帳APP』。主要提供金融科技理財服務，為台灣首家成功轉型成 Fintech 公司的財經媒體。並同時與台灣數家零售龍頭共同推出各類理財服務。

## 歷史
《MONEY錢雜誌》成立時，公司名稱為金尉股份有限公司，董事長為《CMoney》創辦人李岳能，由邱正弘與《CWMoney》創辦人謝明宏一同加入，總編輯是前《Smart智富月刊》資深編輯賴盟政擔任，編採人員約40人，總部於新北市板橋區文化路一段268號20樓。
金尉股份有限公司《MONEY錢雜誌》由3位創業家集資約新臺幣3千萬元成立。2007年，Money 錢雜誌於 2007 年創刊，每月發行十萬本，以圖解理財為標竿提供正確的理財觀念與長期的理財規劃，除了提供FinTech等各類服務應用外，還包括提供理財資訊包含 記帳、基金、股票、期權、債市、外幣、黃金、保險、房地產、退休規劃、生活消費及新知等內容，多名財經名嘴與著名主持人都曾參與過雜誌內容編制，如 邱沁宜 、林奇芬等。

## 中國大陸封鎖
依據GreatFire測試，其網站在中國大陸被當局的網墻封鎖，即當地網民無法正常訪問該網站，2022年10月或更早起遭受封鎖至今。

## 其他同類媒體
- 商業周刊
- 今周刊
- Smart智富月刊
- 天下雜誌
- 商傳媒